# Graaf (titel)
Graaf, vrouwelijk gravin, is tegenwoordig een adellijke titel maar oorspronkelijk lag er een militaire en bestuurlijke functie aan ten grondslag. In rangorde van de Belgische en Nederlandse adel staat de graventitel boven die van burggraaf en onder die van markgraaf (markies). In de middeleeuwen, onder het feodalisme, was graaf de aanduiding van een militaire en / of bestuurlijke functie over een bepaald grondgebied in opdracht van de grootgrondbezitter zoals het rooms-katholieke aartsbisdom Utrecht of Keulen.
In het Romeinse Rijk werden de vreedzame binnengebieden bestuurd vanuit de senaat en de gebieden waar conflicten (te verwachten) waren, door de keizer zelf. Hieruit ontstonden de functies hertog en graaf, een hertog bestuurde een binnengebied, een graaf het grensgebied. Van oudsher was een graaf daarom uitgerust voor het verdedigen van grondgebied met militaire middelen. 

## Graaf als ambt en als titel
De graaf deed zijn intrede in het Frankische Rijk toen dat te groot werd om vanuit een centraal punt te verdedigen en te besturen. Hij kreeg een bepaald gebied in leen toegewezen, moest daar zorgdragen voor de verdediging en bescherming van de bevolking en was daar de officiële vertegenwoordiger van de vorst die de grond in eigendom had. De naam van het gebied verschilde per regio, in de Lage Landen kende men bijvoorbeeld de gouw. Meestal werden de gouwgraven benoemd uit leden van rijke families of families met militaire ervaring om er zeker van te zijn dat de mensen tot verdediging en bestuur in staat waren en degelijk konden werden opgeleid. In de loop der tijd ontstonden in de gebieden steden en bestuurlijke structuren, de graaf stond in het eigen gebied aan het hoofd. Vaak konden graven van grote gebieden deelnemen aan bestuurlijke vergaderingen georganiseerd door de hogere heer over het gebied waar hij heerschappij had, zoals de Rijksvergadering of een samenwerkingsverband van heren zoals in de Nederlanden de Staten-Generaal.
In een veemgericht konden een vrijgraaf, een ambtelijke, geen adellijke titel, en een aantal vrije schepenen of bijzitters oordelen over de aanklachten. Deze grafelijke functie is nooit een erfelijke adellijke titel geworden. Datzelfde geldt voor de dijkgraaf, de voorzitter van een waterschap of polder.
Er bestond een functionele en institutionele verscheidenheid onder de grafelijke ambten:
- Een markgraaf of markies had een overwegend militaire functie en werd ingezet in de mark aan de grenzen van een rijk ter verdediging van het achterliggende gebied. In het westen van het Duitse rijk gebeurde dit ter beveiliging van de grens met het Franse koninkrijk (de marken Valenciennes, Ename en Antwerpen) en in het oosten vooral tegen de Hongaarse gebieden.
- Een paltsgraaf werd aangesteld voor de waarneming van de rechtspraak in een koninklijke verblijfplaats (een zogenaamde palts). Deze paltsgraven waren vanaf de 10e eeuw een (politiek) tegengewicht tegen de groeiende macht van de hertogen: men had rijksonderdanige paltsgraven in Lotharingen (vanaf ca. 1086 de Rijnpalts genoemd), Beieren, Zwaben en Saksen. Ook het Vaticaan kende paltsgraven. Het was een titel die door de paus werd verleend aan Ridders in de Orde van de Gulden Spoor.
- Een landgraaf is een graaf die rechtstreeks leenhulde bracht aan de keizer en later koning, zonder bemiddeling van een andere leenheer (zoals een rijksbisschop, een hertog of paltsgraaf).
- Een gouwgraaf werd aangesteld over een gouw (pagus). Hij nam de rechtspraak waar, verzekerde de militaire beveiliging en inde de belastingen.
- Een woudgraaf (comes nemoris): een graaf die werd aangesteld over ondoordringbare of nog onontgonnen wouden. Sommige woudgraafschappen behoren evenwel tot het rijk van de fantasie en werden ingeschakeld in landsheerlijke legenden om de oorsprong van een gravengeslacht te mystificeren.
- Een raugraaf: in 1667 verleende Karel Lodewijk van de Palts de titel raugraaf en raugravin aan zijn nazaten uit het morganatische, volgens sommige lezingen ook ongeldige, huwelijk met Louise von Degenfeld. Over de herkomst van de titel zijn diverse lezingen. Het Latijnse begrip comes hirsutus en het Duitse Ruegegraf is volgens sommige bronnen een graaf zonder versierselen. Elders is het een bestuurder van onbebouwd gebied. Eerder werd de titel gevoerd door de wildgrafen uit het Huis der Emichonen in de 10e eeuw.
- Een burggraaf: militaire bestuursfunctie voor een leenheer.

In het Karolingische rijk bestond ook de titel zendgraaf, missus dominicus. Het ging om een keizerlijk gezant die een tijdelijke controle toegewezen kreeg over een bepaald territorium. Het ambt mag beschouwd worden als een voorloper van de territoriale graven.

## Graaf als erfelijke titel
Aanvankelijk was de functie van  graaf gebaseerd op persoonlijke afspraken met een grootgrondbezitter, die een deel van zijn gebied onder het beheer van deze persoon stelde, de regels die golden waren afhankelijk van de streek, de tijdsperiode en de grootgrondbezitter. In het Romeinse leenrecht heette dit een beneficium (een niet-erfelijk leengoed) en was een graaf ook afzetbaar. Dit veranderde omdat de graven erfrechten voor zich opeisten. Karel de Kale bekrachtigde dit in de “Capitulare van Quierzy” van 877, deze gaf de erfrechten aan de leenmannen. Deze leenmannen waren de graven in het koninkrijk. Dit deed de vorst om het bestuur van zijn Koninkrijk veilig te stellen ten tijde van zijn reis met de Paus naar Italië.
Vanaf nu konden er meerdere graafschappen in één hand verenigd worden. Daardoor verwierven sommige graven een grotere onafhankelijkheid van hun suzerein en werden weldra autonome landsheren. Maar door het erfrecht van de graven werd een groot rijk vormen, eigenlijk onmogelijk gemaakt. Dit werkte het voeren van oorlog in de hand. Het erfrecht gaf door de verankering van het gravenambt binnen eenzelfde stamgeslacht de leenmannen in feite hun onafhankelijkheid en verzwakte het centrale gezag van de Koning. Koningen losten dit op door bisschoppen hun land te laten beheren, deze hadden immers geen kinderen en dus ook geen erfgenamen en kon het bezit weer bij de vorst terugkeren. Graven hadden hier echter ook weer wat op verzonnen. Meestal werden uit de grafelijke geslachten ook bisschoppen en abten verkozen.

## Graaf in Nederland
Vanaf de 16e eeuw (de Habsburgse periode) is een graventitel eenvoudig een adellijke gradatie geworden met weinig of geen territoriaal gezag. De titel werd een financieel actief dat daardoor ook binnen een geslacht verankerd kon blijven. Na 1814 is hij in Nederland ook nog weleens verleend aan een oude dynastenfamilie (bijvoorbeeld: Huis Limburg Stirum) en aan bezitters van rijksgravendiploma's. Ook werd de graventitel weleens wegens persoonlijke verdienste verleend.

## Graventitel en het Nederlandse Koninklijk Huis
Om het aantal leden van het Nederlandse Koninklijk Huis terug te brengen heeft de regering besloten dat alleen de kinderen van de koning of de troonopvolger nog prins (of prinses) kunnen zijn. De kinderen van prins Constantijn en prinses Laurentien dragen de titel graaf en gravin.

## Rangkroon in Nederland en België
Volgens een decreet uit 1817 van koning Willem I van Nederland mogen de graven de volgende rangkroon boven hun adellijke wapenschild plaatsen; een gouden ring met edelstenen, waarop drie bladeren of fleurons, en daartussen twee met parels getopte gouden punten. Toch voert het gros van de grafelijke families een rangkroon met negen met parels getopte gouden punten. In Nederland en België afgebeelde wapens met daarboven deze kroon zijn dus te herkennen als die van een graaf.

Officiële stijl
Alternatieve stijl

## Plaatsnamen
In heel wat plaatsnamen komen verwijzingen naar een graaf voor, eenvoudigweg omdat het betrokken dorp of heerlijkheid aan een graaf toebehoorde. Dikwijls diende de toevoeging ook om onderscheid te maken met een gelijknamige gemeente, bijvoorbeeld:
- 's-Gravenwezel (onderscheiden van het nabijgelegen Wuustwezel)
- 's-Gravenzande
- 's-Gravenbrakel (naast Kasteelbrakel en Eigenbrakel)
- 's-Gravenvoeren
- 's-Gravenhage
- 's-Gravendeel
- 's Gravenmoer
- 's-Graveland
- 's-Gravenpolder

De naam van de gemeente Landgraaf is niet afgeleid van een graafschap, maar van een landweer, een gegraven verdedigingswerk.